# Kto chce zabić Jessii?
Kto chce zabić Jessii? (cz. Kdo chce zabít Jessii?) – czechosłowacka komedia fantastyczno-naukowa z 1966 roku w reż. Václava Vorlíčka.
Ilustrator komiksowy Kája Saudek brał udział w tworzeniu efektów specjalnych i ilustracji do filmu.

## Opis fabuły
Beránkovie są małżeństwem naukowców-wynalazców, mieszkających w małym mieszkaniu w Pradze. Doc. Růženka Beránková prowadzi eksperymenty z marzeniami sennymi. Przy pomocy opracowanego przez siebie urządzenia podgląda sny ludzi i zwierząt, a zastrzykami koryguje w nich niepożądane treści. Jej mąż, doc. Jindřich Beránek pracuje nad urządzeniem, które pozwoli pokonać prawo grawitacji. 
W czasie pokazowego eksperymentu na krowie, prezentującego metodę Beránkovej, owady ze snu zwierzęcia przedostają się do pracowni. W tym czasie jej mąż próbuje bezskutecznie rozwiązać problem napowietrznego transportu ciężkich elementów w obrębie przedsiębiorstwa. Nową inspiracją okazuje się komiks o Jessie, ściganej przez Supermana i Kowboya, którzy pragną wykraść jej tajemnicę rękawic antygrawitacyjnych. Apetyczna Jessii z komiksu pojawia się w śnie Jindřicha. Beránková odkrywa przyczynę sennych koszmarów jej męża i próbuje usunąć z nich Jessii. Rano cała komiksowa trójka pojawia się w mieszkaniu Beránków i zaczyna je demolować.
Usunięcie komiksowych bohaterów z Pragi okazuje się trudnym zadaniem. Wobec pojmanych przez policję bohaterów bezskuteczne okazują się kolejne próby ich uśmiercenia. Ostatecznie Superman decyduje się przenieść do psiego snu, aby tylko uciec przed żądną seksualnych uciech Beránkovą. W ślad za nim podąża Beránkova. Jessii zakochana w Beránku, zdradza mu tajemnicę rękawic i zajmuje miejsce zaginionej żony naukowca.

## Główne role
- Dana Medřická jako Doc. Růženka Beránková
- Jiří Sovák jako Doc. Jindřich Beránek
- Olga Schoberová jako Jessii
- Juraj Višný jako Superman
- Karel Effa jako Kowboy
- Vladimír Menšík jako Kolbaba
- Jan Libíček jako strażnik w więzieniu
- Otto Šimánek jako zastępca doc. Beránkovej
- Valtr Taub jako profesor
- Magda Rychlíková jako Helena
- Richard Lederer jako Kokeš
- Jitka Zelenohorská jako Ivana
- Jaroslav Kepka jako młody policjant
- Bedřich Prokoš
- Ilja Racek
- Svatopluk Skládal
- Čestmír Řanda
- Jaromír Spal
- Jan Pohan
- Jiří Lír
- Alena Bradáčová